# Война за независимость Бразилии
Война за независимость Бразилии (порт. Guerra da Independência do Brasil) — вооруженный конфликт между провозгласившей свою независимость Бразилией и колониальными властями Португальского королевства, стремившимися сохранить контроль над частью территории бывшей колонии.

## Подчинение провинций власти Педру
7 сентября 1822 года Педру провозгласил независимость Бразилии и 12 октября 1822 года стал первым императором Бразилии. 1 декабря он был коронован. Мнения жителей Бразилии разделились по поводу обретенной независимости. В отдаленных и малонаселенных районах к северу от Пары и Мараньяна местные власти заявили о своей верности Португалии. Пернамбуку был за независимость, но в Баие среди населения не было единого мнения. Произошел раскол и в португало-бразильской армии. В Уругвае португальские полки отступили к Монтевидео, где были осаждены бывшими товарищами бразильцами. Власть Португалии поддерживалась гарнизонами и в других стратегических портах, которые оттуда пытались заставить окружавшие их регионы оставаться послушными лиссабонскому правительству, надеясь, таким образом, раздробить Бразилию и предотвратить потерю всей южноамериканской колонии или, в лучшем случае, сохранить контроль над Баией, оттуда попытаться отвоевать остальные бразильские территории. Поэтому часть португальской стратегии по восстановлению контроля над Бразилией заключалась в переброске войск из Монтевидео и использовании их для усиления гарнизонов в Баии. Ожидалось, что эти войска отвоюют Баию, а португальский флот блокирует Рио-де-Жанейро и, следовательно, вернет его под власть португальской короны. Стратегия императора Педру заключалась в том, чтобы изолировать португальские гарнизоны и заставить их сдаться.
Первой задачей императора стала консолидация сил, выступающих за независимость. Северные провинции — Баия, Мараньян и Пара — были заняты португальскими войсками и лояльными Португалии латифундистами. Правительство Педру I наняло адмирала Томаса Александра Кокрейна, одного из британских флотоводцев в наполеоновских войнах и недавно командующего чилийскими военно-морскими силами против Испании. Правительство Педру I также наняло ряд офицеров адмирала Кокрейна и французского генерала Пьера Лабату, которые сражались в Колумбии за Боливара. Эти люди возглавили борьбу за изгнание португальцев из Баии, Мараньяна и Пары и заставили эти районы заменить правительство Лиссабона правительством Рио-де-Жанейро.
Деньги от таможни в оживленном порту Рио-де-Жанейро и местные пожертвования финансировали молодую бразильскую армию и ее флот из девяти кораблей. Использование иностранных наемников, нанятых Бразилией, привило еще неопытным бразильским солдатам необходимые военные навыки. Кокрейн, которого очень боялись, обеспечил подчинение Мараньяна с одним военным кораблем, несмотря на попытку португальской армии подорвать экономику и общество северо-восточной Бразилии кампанией выжженной земли и обещаниями свободы рабам, присоединившимся к португальским войскам.
К середине 1823 года боевые силы португальцев (от 10 000 до 20 000), некоторые из которых были ветеранами наполеоновских войн, противостояли 12 000–14 000 бразильцев, в основном ополченцев с северо-востока и вооруженных контингентов из Риу-Гранди-ду-Сул, Минас-Жерайс и Сан-Паулу, мест, где было мало португальских войск.

## Кампания в Баие
Португальские войска в Баии во главе с губернатором Мадейрой де Мелу зависели от связи с Португалией, чтобы поддерживать свое сопротивление, и они пережили первые месяцы 1823 года благодаря подкреплениям, отправленным через Атлантический океан, почти в 10 000 километров. Из Португалии 2500 человек были отправлены для усиления войск. К этим силам присоединились части Вспомогательной дивизии, отходившей из Рио-де-Жанейро.

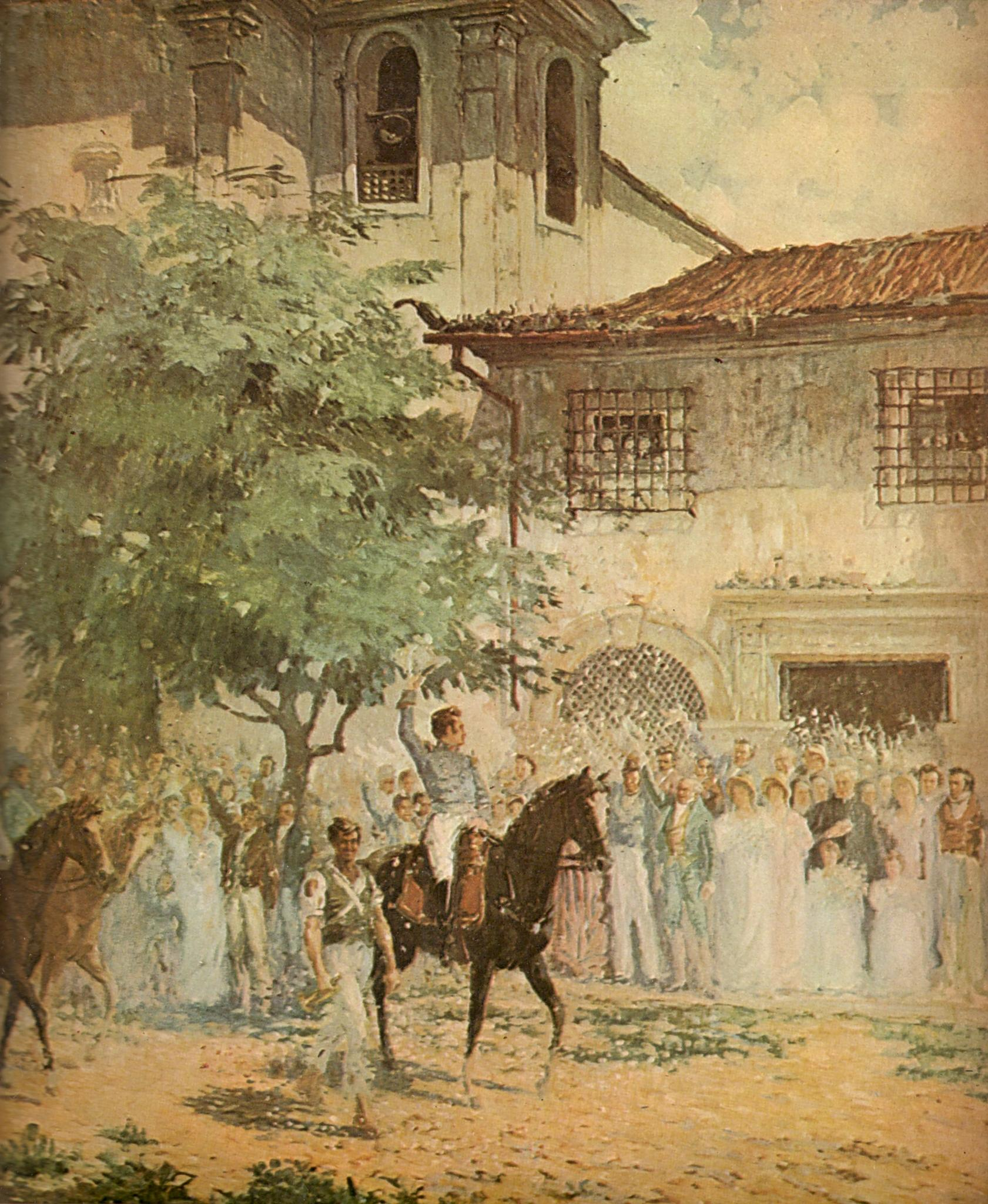
Бразильские войска входят в Салвадор, столицу Баии.

Победы бразильцев в битвах при Кабриту и Пирахе ( 8 ноября 1822 г.), а также провал попытки португальцев занять остров Итапарика (7 января 1823 г.) значительно усложнили задачу португальской армии.
В распоряжении Бразилии было всего восемь кораблей, из которых два не могли плавать в море, два можно было использовать только как брандеры, а пятый нуждался в серьёзном ремонте; в состав португальского флота входил линейный корабль, пять фрегатов, пять корветов, шхуна и бриг. Тем не менее Кокрейн попытался вступить в бой с португальцами, но выяснилось, что у бразильских экипажей плохая подготовка. Разгневанный Кокрейн, вернувшись в порт, перевёл на свой флагман «Педру Примейру» всех английских и американских моряков из экипажей других кораблей.
В июне 1823 года Кокрейн вошёл на рекогносцировку в бухту Баии лично на своём флагмане. Узнав, что сам Кокрейн беспрепятственно проник в гавань, и мог легко уничтожить все корабли, Мадейра перепугался. Кокрейн же предложил Мадейре сдаться, чтобы избежать жертв среди мирных жителей. Так как корабли Кокрейна блокировали порт, а гарнизон Салвадора, столицы Баии, нуждался в поставках продовольствия, 2 июля Мадейра решил эвакуировать войска и большую часть населения на семидесяти транспортах в сопровождении тринадцати португальских боевых кораблей в Сан-Луиш-ди-Мараньон. Четыре корабля Кокрейна некоторое время преследовали конвой. В Салвадор вошли бразильские войска.

## Кампания в Пиауи
В тогдашней провинции Пиауи торговая буржуазия и даже землевладельцы были связаны с метрополией, в том числе кровными узами. Здесь в городке Парнаиба было провозглашено присоединение к независимости Бразилии. Внутренние районы и столица Оэйраш оставались под контролем войск португальской армии под командованием губернатора майора да Кунья Фидие. Несмотря на получение подкрепления из провинции Сеара бразильские войска первоначально потерпели поражение в бою при Дженипапо (13 марта 1823 года). Другие места, однако, продемонстрировали свою приверженность независимости, добившись победы.

## Кампания в Мараньяне
Регион был консервативен и не хотел команд, исходящих из Рио-де-Жанейро. Именно столица Сан-Луиш выступила с инициативой подавить движение за независимость в Пиауи. Совет также контролировал добывающий регион долины реки Итапекуру, где главным центром был городок Кашиас. Это место было выбрано майором Фидие, чтобы укрепиться после окончательного поражения в битве при Дженипапо в Пиауи. Фидье пришлось капитулировать, его арестовали в Кашиасе, а затем отправили в Португалию, где его встретили как героя. Постепенно бразильцы заручились поддержкой нескольких городов и поселков в Мараньяне, и мало-помалу португальцы терпели поражение. Однако столица Сан-Луиш оставалась под контролем португальцев. Поэтому из Рио-де-Жанейро был послан флот под командованием Кокрейна, который прибыл к Сан-Луишу 26 июля. Губернатору было отправлено послание, сообщавшее, что португальский флот полностью уничтожен, а его флагман — головной корабль мощной бразильской эскадры. Губернатор Сан-Луиш-де-Мараньяна поверил посланию и эвакуировал португальский гарнизон, а силы Кокрейна заняли город.

## Кампания в Паре
В августе 1823 года Педру I оказал давление на провинцию, чтобы она присоединилась к Бразилии, отправив корабль под командованием Гренфелла в Белен с миссией включить Пару в Бразилию любой ценой. Гренфелл хитростью объявил, что в Белен прибудет большая эскадра и что любое сопротивление со стороны португальцев будет тщетным. Опасаясь угрозы, провинция Пара присоединилась 15 августа к Бразильской империи. Поскольку «эскадра» так и не прибыла, португальцы возобновили преследование повстанцев, выступавших за независимость. На насилие, инициированное португальцами, бразильцы ответили еще большим насилием. Гренфелл, намереваясь положить конец конфликтам, пригрозил бомбардировать Белен. Разразился бунт, заставивший Гренфелла высадить войска и провести массовые аресты. 19 августа, созвав население на митинг перед правительственным дворцом, Гренфелл наугад выбрал пятерых бунтовщиков и казнил их. Аресты продолжились, и около двухсот пятидесяти семи заключенных умерли от удушья на борту корабля, превращенного в тюрьму. Пара была подчинена новой власти

## Кампания в Сисплатинской провинции
В той провинции, которая сегодня является Уругваем, командующий вооруженными силами Д. Альваро да Кошта не присоединился к вновь созданной Бразильской империи, вступив в конфликт с генералом Фредерико Лекором, ответственным за оккупацию территории, которая была присоединена к Бразилии в 1816 году во время Жуана VI. Альваро да Кошта получил контроль над Монтевидео, столицей провинции, что вынудило Лекора отвести свои войска вглубь Сисплатины. Регион разделился между имперцами и португальцами и началась осада Монтевидео. После прекращения осады и отбытия португальских войск на родину высшая власть Сисплатинской провинции также официально признала независимость Бразилии, присягнув 6 мая 1824 года на верность «конституционному императору Бразилии».

## Результаты
В 1823 году в результате восстания Вилафранкада в Португалии король Жуан VI восстановил абсолютистскую власть. Он отправил эмиссара в Бразилию, но тому не позволили даже высадиться на берег. Частным образом Жуан сообщил Педру, что не может признать независимость Бразилии, поскольку опасается растущей оппозиции в Португалии, но никогда не пошлёт войска для ликвидации независимости.
29 августа 1825 года при посредничестве Великобритании в Рио-де-Жанейро был подписан португальско-бразильский договор, в соответствии с которым Португалия признала независимость Бразильской империи. Бразильцы опасались, что Португалия будет препятствовать военными кораблями внешней торговле только что созданному государству. Однако месть португальцев была только финансовой, поскольку секретные статьи британского договора с Португалией требовали от Бразилии выплаты 1,4 миллиона фунтов стерлингов, причитающихся Великобритании, и возмещения ущерба королю Португалии Жуану VI и другим португальским гражданам за убытки на общую сумму 600 000 фунтов стерлингов.
Бразилия также отказалась от любой будущей аннексии португальских африканских колоний и в дополнительном договоре с Великобританией пообещала положить конец работорговле, хотя и не предлагала отменить рабство в стране. Ни одна из этих мер не пришлась по вкусу землевладельцам-рабовладельцам, которые из-за британского давления были лишены возможности получать дальше африканских рабов и которым приходилось платить своеобразную дань императорскому правительству, чтобы выплатить растущий долг португальцам.
В отличие от испанских колоний в Южной Америке независимость Бразилии была достигнута при минимальном применении насилия. Обе стороны тщательно избегали крупных сражений; португальцы и бразильцы предпочитали демонстрацию силы и переговоры. Войска обеих сторон только несколько раз участвовали в открытых боях. Война не приобрела общенационального характера, ограничившись мелкими конфликтами в отдельных провинциях.